# Seventribe
Seventribe var ett svenskt band från Västerås som bildades 1999. Gruppen spelade hardcore/metal.
Seventribe har gjort hundratalet spelningar och bland annat spelat på Arvikafestivalen, Rookiefestivalen, Metal Meet, Mosh-Festival i Halden, Norge, Arosfestivalen, Mälarrocken med flera.
2007 släppte Seventribe sitt debutalbum Aggro Necesse Est på det svenska skivbolaget "Alabama Records".
2010 ställde bandet upp i tävlingen Released, Live and Unsigned som de senare även vann. Priset var förutom en spelning på Sweden Rock Festival 2011 en singelinspelning i samarbete med Supernova Records som distribuerades tillsammans med ett nummer av Sweden Rock Magazine. Bandet spelade även på Sonisphere i juli 2011.
Seventribe upplöstes juni 2015.
De gjorde en spelning i Västerås på Cityfestivalen juni 2025 för att belysa hur viktig lokalscenen är för unga som vill syssla med musik

## Medlemmar
Senaste medlemmar
- D-Man (Dennis Westerberg aka Man-Man) – gitarr, sång
- M3 Roadkiller (Micke Karlsson) – gitarr (2014–2015)
- Kid Bondage (Mattias Sjöstrand) – gitarr
- Andy Hollow (Andreas Sjöstedt) – basgitarr
- Mike JR (Mikael Geerberg) – trummor
- Moe Fury – sång
- Mike Thaison (Mikael Åhlin) – slagverk

Tidigare medlemmar
- Davey Minor – sång (2012–2014)
- Fredrock  (Fredde Svanström) – trummor (2007–2008)
- Robban "RoboCop" Svensson – gitarr
- Handsome (Marcus Brandel) – gitarr (2000–2014)
- Johnny Vitale (Jani Salonen) – sång
- Juan Fatale (Marco Ayala Cavalheiro) – sång (2000–2012)
- Yonas Millones Millares – gitarr (1999–2008)

## Diskografi
Studioalbum
- Aggro Necesse Est (2007)

EP
- Dream Me (2011)
- Reborn (2013)